# Граваллиус, Вильгельмина
Вильгельмина Каролина Граваллиус, урождённая Исакссон (Isaksson) (швед. Wilhelmina Carolina Gravallius; 7 сентября 1809 года, Mogata — 22 ноября 1884 года, Карлстад) — шведская писательница.

## Биография
Вильгельмина Граваллиус родилась 7 сентября 1809 года в семье викария Карла Петера Исакссона и Анны Холберг. В имении Forsta провинции Сёдерманланд, познакомилась с семьёй поэта и королевского секретаря Карла Йохана Линдегрена, его жены — дворянки Софии Сильфвершёльд и их дочерью, будущей шведской художницей-флористом Эммой Фюрстенхофф.
До 1846 году работала гувернанткой.
Как писательница, дебютировала романом «Högadals prostgård» (1844), который пользовался успехом у читателей. Первоначально печаталась под псевдонимами: A N, W-a G-s, Förf till Högadahls prostgård, Waldemar. С 1877 года издавалась под своим именем.
В годы брака с викарием Thoresund Christian Gravallius (1846—1861) забросила литературное творчество. В семье росла дочь. После смерти мужа Вильгельмина Граваллиус переехала в город Стокгольм и возобновила занятия литературой.
Вильгельмина Граваллиус является автором множества романов, которых в свое время публиковались в шведских журналах и газетах.
В её романах читатель знакомится с жизнью городских и сельских жителей Швеции в историческом контексте.
Произведения писательницы переводились на немецкий и голландский языки.
Вильгельмина Каролина Граваллиус скончалась 22 ноября 1884 года в шведской коммуне Карлстад.